# Anisochromis straussi
Anisochromis straussi là một loài cá biển thuộc chi Anisochromis trong họ Cá đạm bì. Loài này được mô tả lần đầu tiên vào năm 1977. Tên tiếng Anh của loài này được gọi là Annie.

## Phân bố và môi trường sống
A. straussi phân bố ở phía tây Ấn Độ Dương, và chỉ được tìm thấy duy nhất tại bãi cạn Saint Brandon (phía đông bắc của Mauritius). A. straussi thường sống xung quanh các rạn san hô (sống và đã chết) ở độ sâu khoảng 11 m trở lại.

## Mô tả
A. straussi trưởng thành dài khoảng 2,8 cm và là loài dị hình giới tính. Cá thể đực lớn và dài hơn cá thể mái. Theo những mô tả, cá thể đực và mái của A. straussi có nét tương đồng với loài họ hàng Anisochromis kenyae. Tuy nhiên, vây bụng của các loài trong chi Anisochromis có nét khác biệt; vây lưng và vây hậu môn của A. straussi có màu sắc sẫm hơn 2 loài kia, kể cả vây bụng.
Số ngạnh ở vây lưng: 1; Số vây tia mềm ở vây lưng: 25 - 26; Số ngạnh ở vây hậu môn: 1; Số vây tia mềm ở vây hậu môn: 17 - 19; Số vây tia mềm ở vây bụng: 13 - 14; Số ngạnh ở vây bụng: 1; Số vây tia mềm ở vây bụng: 4.
Thức ăn của A. straussi có lẽ là rong tảo và các sinh vật phù du nhỏ. A. straussi ưa sống trong các rạn san hô có lông nhung.